# Allendorf (Eder)
Allendorf (Eder) è un comune tedesco di 7 739 abitanti, situato nel Land dell'Assia.
Il 1º gennaio 2023 venne aggregato al comune di Allendorf (Eder) il soppresso comune di Bromskirchen.

## Geografia fisica
Nel suo territorio il fiume Eder accoglie le acque dell'affluente Linspher.